# Команские языки
Команские языки — семья малоизвестных языков, распространённых в сравнительно ограниченной части эфиопско-суданской приграничной зоны. Обычно их рассматривают в рамках нило-сахарской макросемьи, но положение в её системе дискуссионно и сильно различается у отдельных авторов. Так, согласно Л. Бендеру эта группа рассматривается в составе «ядра» макросемьи вместе с центральносуданскими и восточносуданскими языками. Другие авторы (Дж. Гринберг, К. Эрет) выносили их на периферию. Команские языки очень рано отделились от ствола прото-нило-сахарских языков — между 11-м и 15-м тысячелетиями до н. э.
Согласно Ethnologue, они включают:
- Удук или твампа — около 20 000 говорящих. Ранее был распространён на территории Судана, теперь — преимущественно в большом лагере беженцев в городе Бонга, регион Гамбела, Эфиопия.
- Квама — приблизительно 15 000 носителей, главным образом в регионе Бенишангуль-Гумуз Эфиопии.
- Комо — приблизительно 18 000 носителей, в основном в провинции Голубой Нил, Судан и регионах Оромия и Гамбела, Эфиопия.
- Опуо — примерно 300 носителей, проживающих в 5 деревнях Южного Судана.
- Гуле — вымерший (Судан).

Существовало предположение о родстве команских языков и языка гумуз, в рамках которого они объединялись в комузскую семью. Сейчас эта гипотеза считается отвергнутой, а гумуз рассматривается как изолированный язык.
Кроме того, язык шабо, обычно классифицируемый как изолированный, показывает сильное влияние команских языков, в связи с чем было высказано предположение, что он также относится к этой семье.
П. Шинни предположил, что команским языкам родственен исчезнувший ещё в древности мероитский язык.